# Poncho K
Poncho K, nombre artístico de Alfonso Caballero Romero, es un cantautor de rock nacido en Sevilla cuya música se caracteriza por la contundencia y el surrealismo de sus letras.
Sus influencias van desde Triana a Pata Negra pasando por Extremoduro o Albert Pla y él mismo define su música afirmando: "Lo mío es rock con pinceladas flamencas, poesía callejera"
Además de cantante, Alfonso Caballero Romero es escritor tanto de prosa como de verso. 

## Historia y filosofía
Poncho K nació en Sevilla en el segundo invierno de la década de los ochenta. Por las plazas y parques de distintos pueblos y barrios aledaños de la ciudad transcurrió su infancia y adolescencia. Fue en la primera de ellas cuando conoció a su primera guitarra y supo del poder que tenía combinar dedos y cerebro para esculpir canciones. "Lo mío es rock con pinceladas flamencas y poesía callejera".
Se fue muy pronto de Andalucía con algo de dinero y una maqueta en la maleta grabada en su tierra con escasos medios que, corrió como la pólvora entre los loros de la peña y, la semilla abonada en tierra andaluza de las canciones que formarían su primer álbum. El nuevo siglo XXI daba sus primeros pasos y Poncho K los daba en Madrid, la ciudad que había elegido para desarrollar su carrera recién cumplidos los dieciocho años. Con el bagaje que traía de Sevilla tenía claro que la senda de la individualidad era por la cual debía transitar y su lema sería hacer lo que le saliera de los cojones.
Fichó por Sony, la compañía más poderosa de la industria discográfica quería sacar su primer disco, y para un chaval de apenas 20 años que había estudiado en la universidad de la existencia turbulenta especializado en la asignatura de vivir en el alambre, aquella experiencia, hizo inaugurar de la mejor manera posible su carrera de artista, montó en ese tren, y hasta hoy sigue en él, aunque haya realizado algunos transbordos.

## Carrera

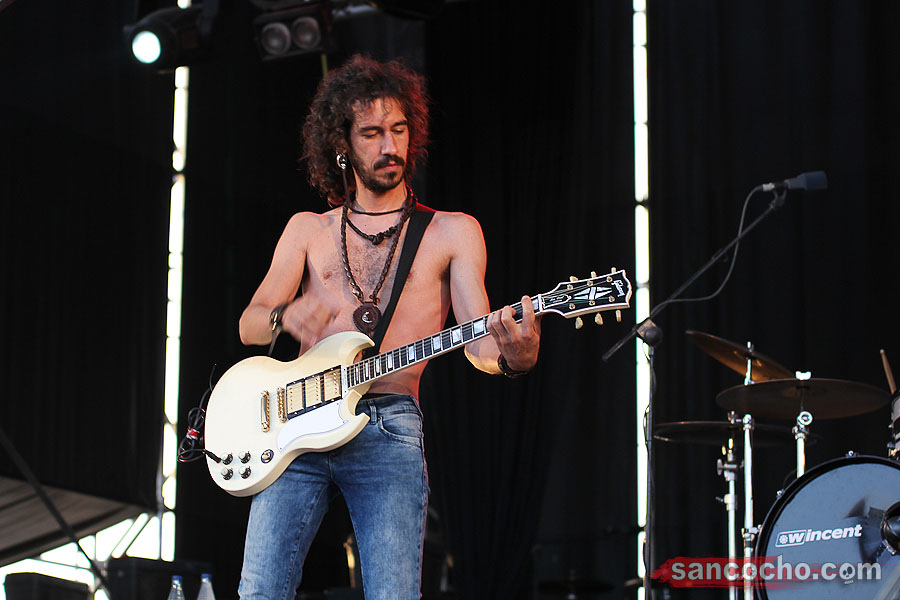
Poncho K en Aupa Lumbreiras 2012

El primer disco “No quiero empates” sirvió para ofrecer a público y crítica canciones que tenían algo único que las equiparaban a las grandes canciones creadas por los elegidos del rock, la originalidad. Esa capacidad suya innata para tocar la fibra del oyente le dotó de un público fiel desde sus inicios profesionales. La música es crear y componer, pero también es exponer lo que has hecho, y a Poncho no le costó mucho echarse la guitarra al hombro y salir a escenarios repletos de gente acompañado únicamente de ella, compartiendo escenario con bandas que salían a jugar con todo el equipo. 
Ese suicida instinto de atrevimiento que mostró especialmente durante la presentación en directo de sus dos primeros discos le sirvió para forjarse en las tablas de manera dura y descarnada. Después de la publicación y gira de su segundo disco “Destino de pluma y mano“, su vida profesional toma un cariz inesperado y sale de Sony para grabar su tercer disco en una compañía de nueva creación. 
Corría el año 2004 cuando firmó por el Diablo y publicó en marzo de 2005 el tercer álbum que se tituló “Cuantovaquere”, el nombre era premonitorio y sustanciaba muy bien en qué se había convertido su vida personal. A finales de 2005, tras completar el peor año de su carrera con un incesante vaivén de músicos pasando por la banda, toma la decisión de cambiar de managers y mudar de residencia. Se va a vivir a un pueblo y se quita de la circulación para desengancharse del trepidante ritmo que le llevaba desenfrenado por una cuesta abajo. 
En 2006 con nueva oficina de management y por primera vez sin compañía discográfica se lanza a la carretera para expurgarse todos los males y hacer la mejor gira en años con una banda en la que permanece su fiel guitarrista Ernesto. Ese puñetazo en la mesa de la escena le valió la llamada de Sony y tras una reunión en el otoño de ese año volvió a la compañía que confió en su talento. 
El 13 de marzo de 2007 sale el cuarto trabajo, “Cantes Valientes”, producido por Fernando Montesinos. Poncho, en su afán de conocer y aprender, sigue cambiando de productor por cada disco que hace. La vuelta del artista a Sony llenó de nuevos bríos a su entorno más cercano y firma un trabajo excepcional combinando lo mejor de sus trabajos anteriores con su inagotable capacidad compositiva. La gira de presentación del cuarto disco le coloca en una posición privilegiada dentro del panorama y sus conciertos cada vez son más numerosos hasta lograr llenos absolutos en todas las fechas del final de esa gira por las ciudades más importantes del país. 
Al llegar 2009 y sin haber descansado nunca de girar desde que empezó, opta por tomarse un año de barbecho en el que se dedica a componer su quinto trabajo y dar acústicos por garitos para matar el mono y no olvidar el afecto que le ofrece la gente. “Una historia con las manos” es el título del quinto disco, el mejor disco de rock de la nueva década que acaba de inaugurar este 2010. Poncho K tiene 29 años, pero sigue conservando la capacidad de componer extraordinarias canciones que resumen a la perfección un mundo distinto, es capaz de hacernos ver por medio de sus letras cada vez más certeras, otra visión de la realidad nada complaciente con cualquier tipo de autoridad o convencionalismo, rebelde, distinto e independiente. No hay un narrador de historias que sepa resumir sentimientos de forma tan visual sin repetirse, ahondando en sus venas para mostrarnos su locura interior de forma humana y natural. Poncho sigue pegado a la flor de su culo que se llevó del barrio, a la estrella de su sombra que le regaló su gente, y a la fe que tienen los que llevan la suerte del alma escrita en la primera letra de cada canción. 
El 13 de abril de 2010, Poncho K publica su nuevo álbum Una historia con las manos. Producido por Fernando Montesinos, este disco es por derecho la obra cumbre de la carrera de este compositor y cantante sevillano de nacimiento que publicó su primer álbum, No quiero empates, en 2001, al que siguieron Destino de pluma y mano, Cuantovaqueré y el disco Cantes valientes. Ahora llega Una historia con las manos, su quinto álbum en el que eleva al grado máximo su esencia de “rock con pinceladas flamencas, poesía callejera”. Como él suele decir, la lleva más allá y se confirma como uno de los autores excepcionales de la escena española. Caballo de oro es un álbum variado e imaginativo, que recorre ambientes diferentes, inspirado en textos, músicas y arreglos, y que se publica con la canción Arrebatos de Primavera como primer sencillo. Un álbum repleto de guitarras firmes y exquisitas, con estribillos que engancha y con una producción diáfana y poderosa. 'Rock urbano' y lírica de la calle con algún tinte sureño, fidelidad a un estilo que mantiene una evolución constante y carretera para pisar todos los escenarios son las claves que marcan la trayectoria de Poncho K y que se reflejan en Arrebatos de primavera.

## Obra literaria
Fruto de su inspiración han visto la luz libros como "Trolo" o "Zurraspas". Zurraspas es un proyecto en el cual el artista incluye letras que se habían quedado sin sitio en los discos anteriores, reflexiones, dedicatorias... una especie de diario literario, del que prometió sería una trilogía. Actualmente, la segunda parte de Zurraspas se encuentra inmersa en un proyecto de financiación por micromecenazgo.

## Discografía
- No quiero empates. (2002) BMG
- Destino de pluma y mano. (2003) BMG
- Cuantovaqueré. (2005) BMG
- Cantes valientes. (2007) Sony/BMG
- Una historia con las manos. (2010) Sony/BMG
- Caballo de oro. (2013) Sony/BMG
- Despertando. (2016) Ríe Records
- 11 Palos. (2017) Ríe Records
- Calíope. (2021) Ríe Records

## Libros
- Zurraspas. (2005)
- Trolo. (2012) BUBOK
- Zurraspas II. (2016)